# Западно-Центральная область (Буркина-Фасо)
За́падно-Центра́льная (фр. Centre-Ouest) — область в центральной части Буркина-Фасо.
- Административный центр — город Кудугу.
- Площадь — 21 853 км², население — 1 183 473 человека (2006 год).

Действующий губернатор — Баворо Сейду Сану.

## География

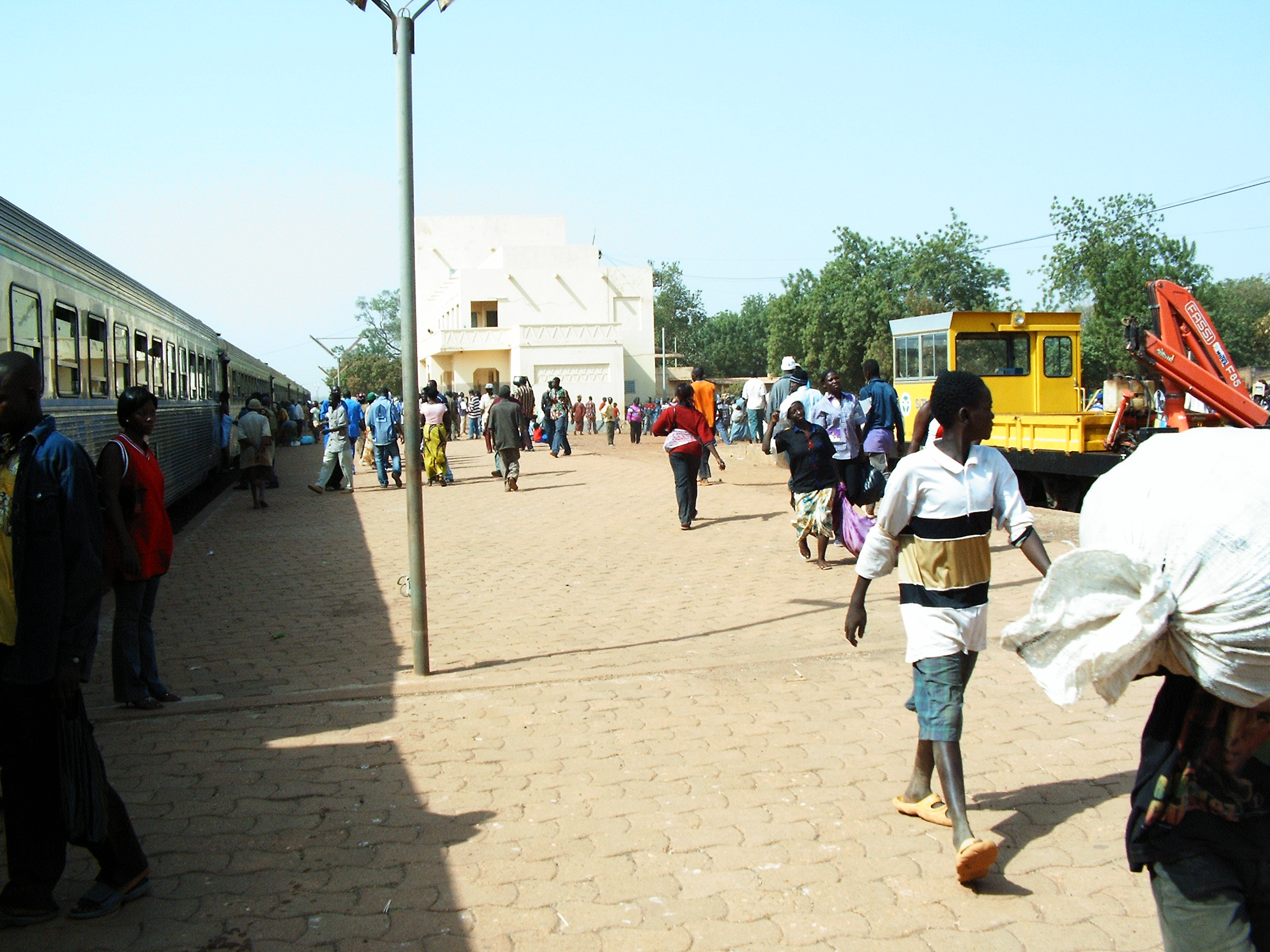
Железнодорожный вокзал в Кудугу.

На юго-западе граничит с Юго-Западной областью, на западе — с областью Букле-ду-Мухун, на севере — с Северной областью, на северо-востоке — с областью Центральное Плато, на востоке — с Центральной и Юго-Центральной областями, на юге — с Ганой.

## Административное деление
В административном отношении область делится на 4 провинции:
| Провинция  | Адм. центр | Население, чел. (2006) |
| ---------- | ---------- | ---------------------- |
| Булькиемде | Кудугу     | 498 008                |
| Сангие     | Рео        | 297 230                |
| Сисили     | Лео        | 212 628                |
| Зиро       | Сапуй      | 175 607                |